# Caparronia (cràter)
Caparronia és un cràter amb coordenades planetocèntriques de 41.56 ° de latitud nord i 29.61 ° de longitud est, sobre la superfície de l'asteroide del cinturó principal (4) Vesta. Fa 53.2 de diàmetre. El nom fa referència a una verge vestal romana, i va ser adoptat com a oficial per la UAI el 20 de setembre 2011.